# Strandhoofd

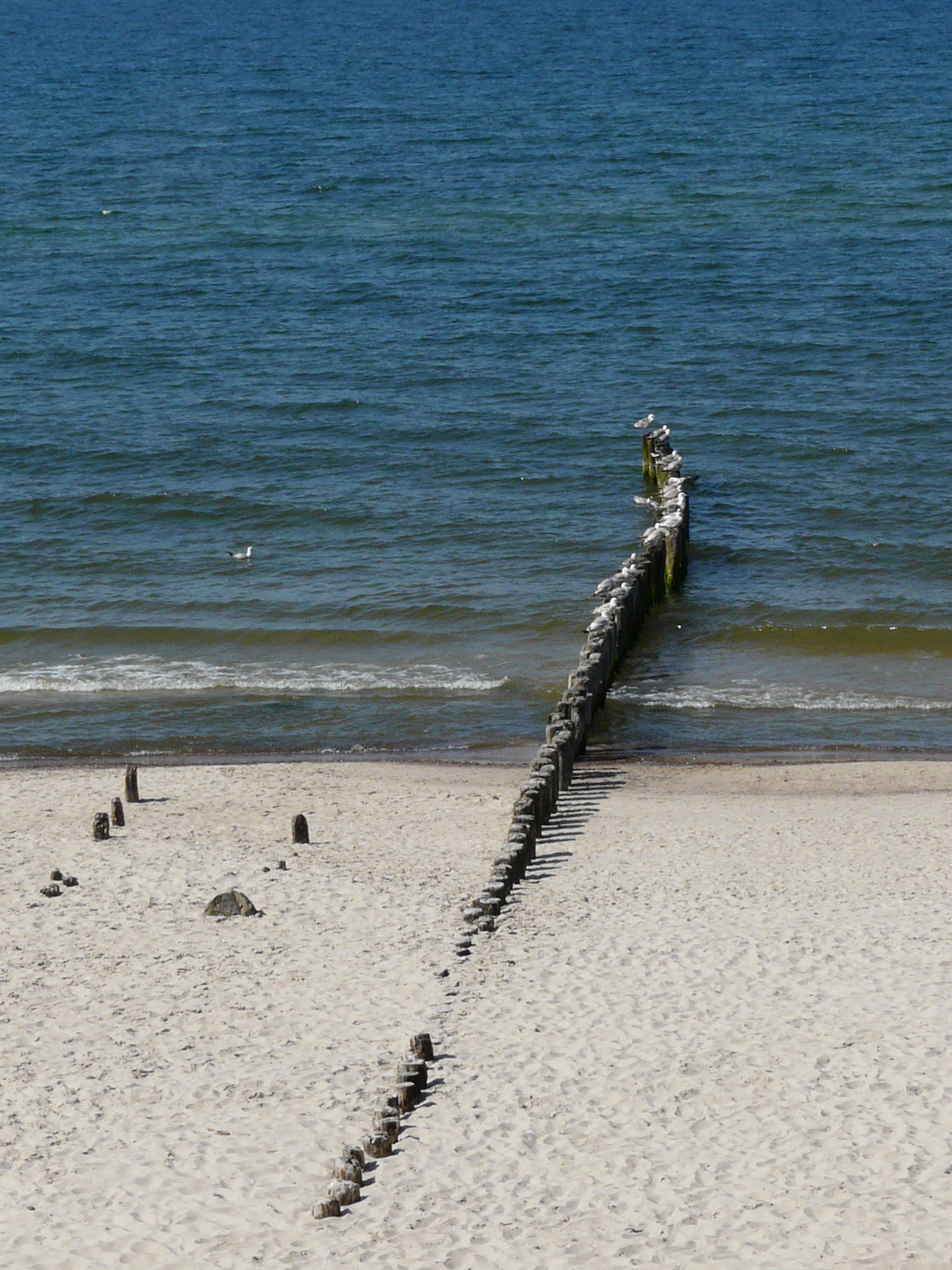
Strandhoofd

Een strandhoofd, of kortweg hoofd, is een stenen constructie die dwars op de kust staat en meestal wordt gebouwd om erosie van de stranden tegen te gaan. Strandhoofden breken de golven niet. Strandhoofden hebben ook de functie om een getijstroom die langs de kust trekt van de kust af te houden, om te voorkomen dat deze stroom geulen voor het strand laat ontstaan. Er bestaan ook paalhoofden (stenen berm met een of twee rijen houten palen erop) en paalschermen (palenrij zonder stenen berm).
Een strandhoofd kan kusterosie tegengaan door de brandingsstroom te verminderen. Strandhoofden werken dus alleen als de golven het strand onder een hoek benaderen. 
Een strandhoofd wordt in de volksmond soms een golfbreker genoemd, maar strikt genomen is dit onjuist. Golfbrekers die stranden tegen erosie moeten beschermen staan per definitie evenwijdig met de kustlijn of schuin ten opzichte van de kustlijn. Voorbeelden van golfbrekers die wel loodrecht op de kust staan beschermen meestal geen stranden, maar haventoegangen, zoals bijvoorbeeld de golfbrekers van de haven van Zeebrugge.
Er zijn verschillende bekende stelsels van strandhoofden, zoals de Delflandse hoofden (tussen Hoek van Holland en Den Haag) en de paalhoofden langs de Vlaamse en Zeeuwse kust. Ook vindt men hoofden langs de kust van Noord-Holland, alhoewel een deel van deze hoofden inmiddels begraven is onder zandsuppleties, bijvoorbeeld bij de Hondsbossche zeewering. Langs de dijken langs de kust van Groningen (langs de Eems) vindt men ook strandhoofden; hier hebben deze vooral de functie om de getijstroming van de kust af te houden en een kalme zone (dus met weinig stroming) te creëren om aanslibbing tussen de hoofden te bevorderen. Deze Vlintenhoofden zijn beschreven door Christiaan Brunings in zijn boek Bijdragen tot de hydrographie van de provincie Groningen.
Strandhoofden zien er net zo uit als rivierkribben maar functioneren anders.
De Engelse term groyne kan zowel op een rivierkrib als een strandhoofd slaan.

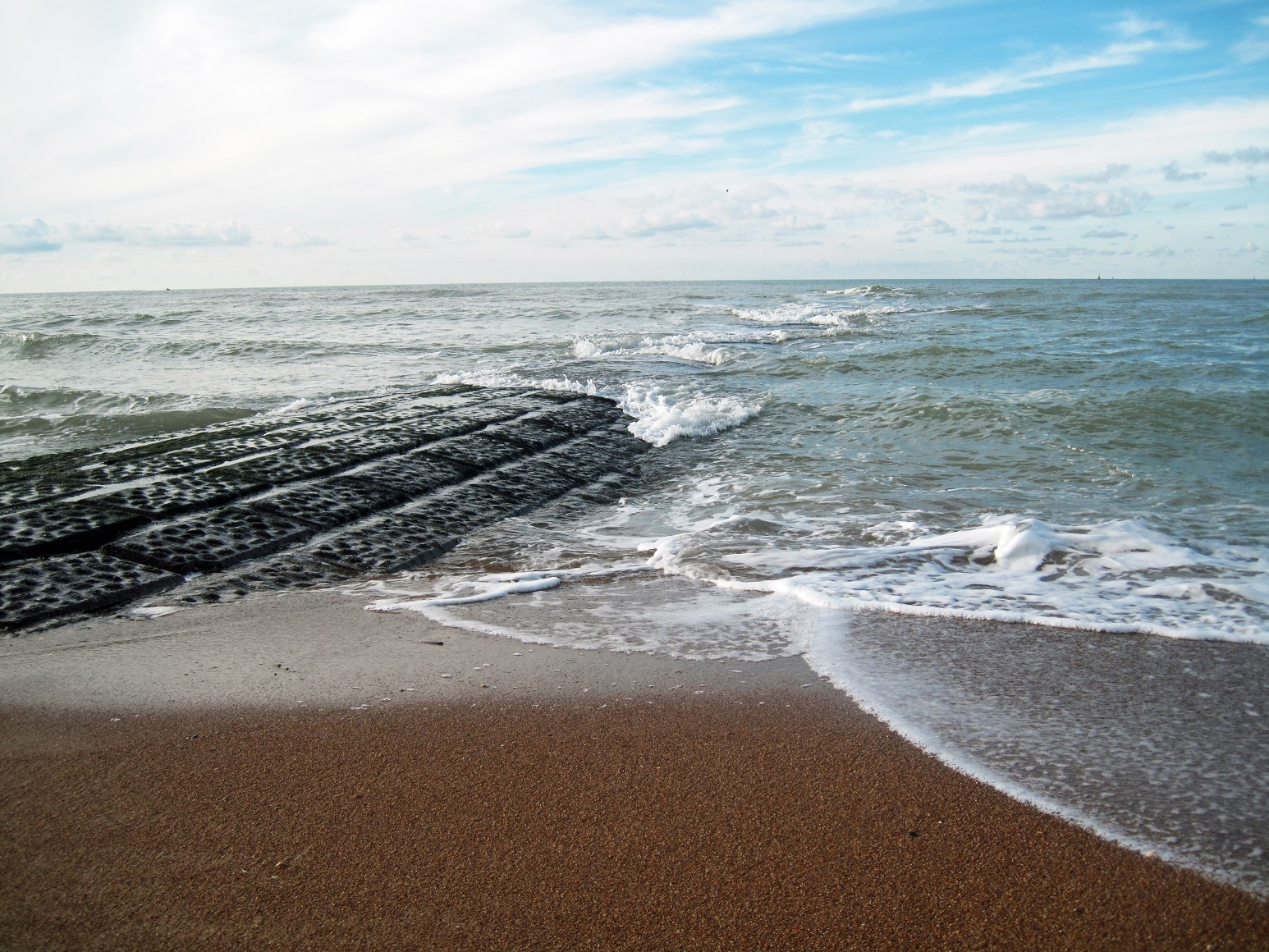
Strandhoofd bij vloed in Oostende, Noordzee
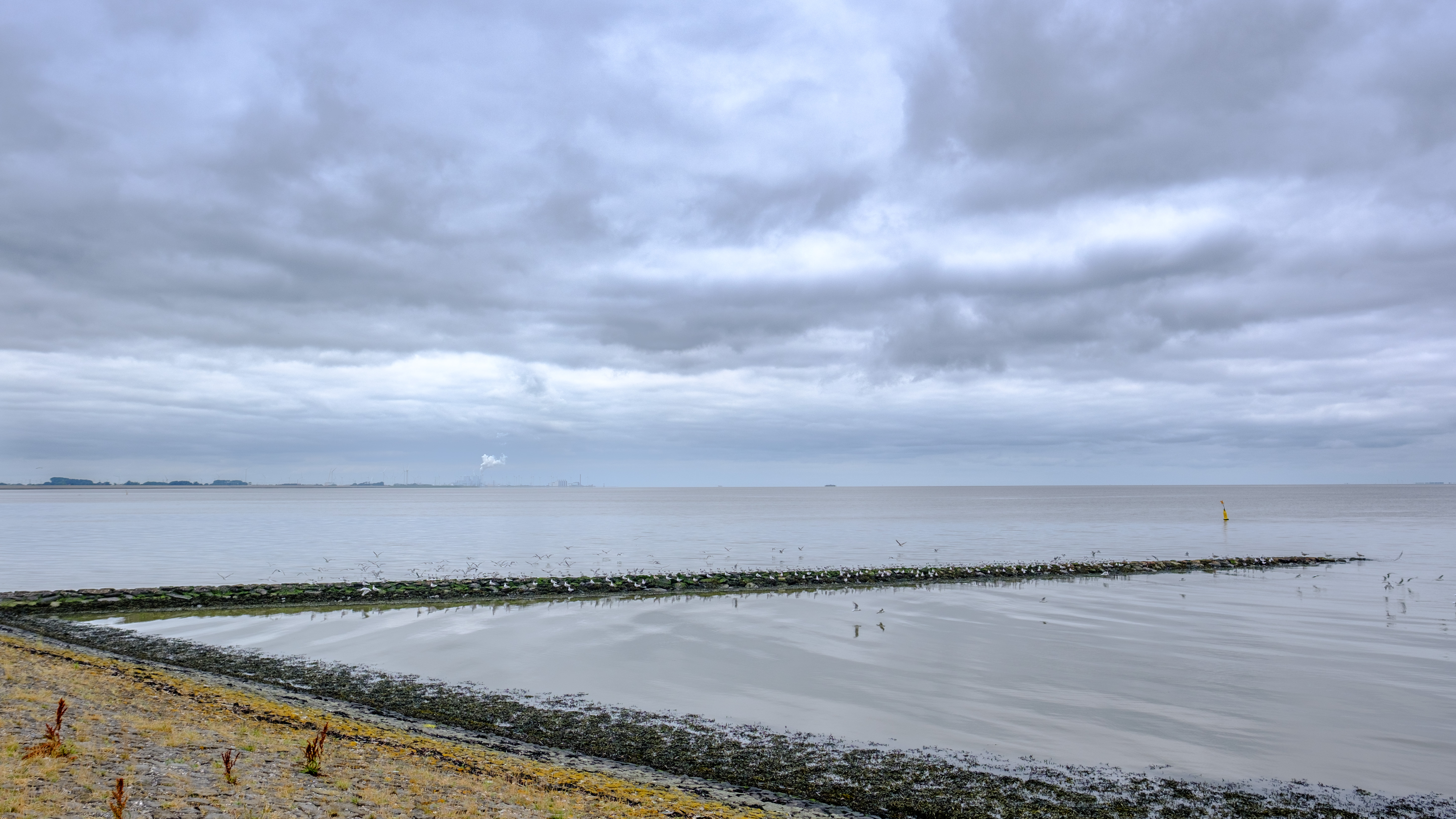
Een van de hoofden (Hoofd 6) langs de dijk bij Delfzijl